# 布赛 (安德尔-卢瓦尔省)
布赛（法語：Boussay，法語發音：[busɛ] ⓘ）是法国安德尔-卢瓦尔省的一个市镇，属于洛什区。

## 地理
布赛（46°50'31"N, 0°53'18"E）面积27.54 平方千米，位于法国中央-卢瓦尔河谷大区安德尔-卢瓦尔省，该省份为法国中西部省份，北起萨尔特省、东北接卢瓦-谢尔省，东南接安德尔省，南至维埃纳省，西临曼恩-卢瓦尔省。
与布赛接壤的市镇（或旧市镇、城区）包括：小普雷西尼、克勒兹河畔伊泽尔、尚邦、绍米赛、克莱斯河畔普勒伊。

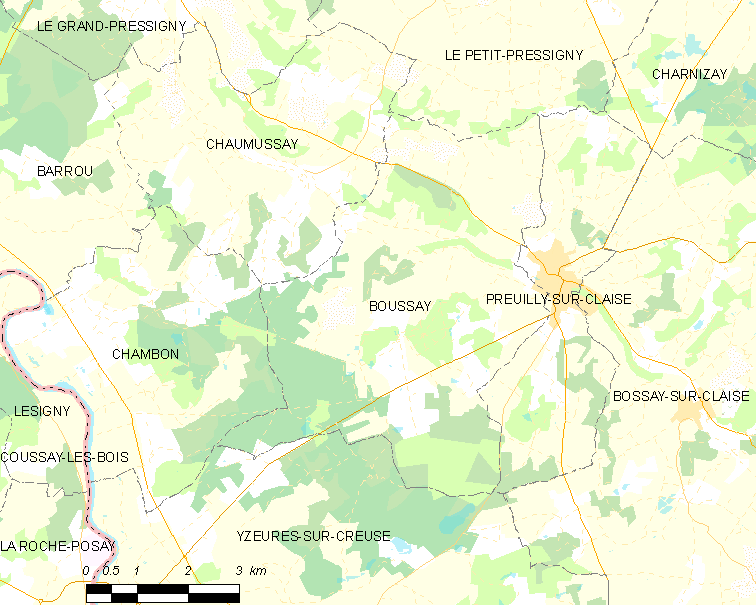
的OSM定位图

布赛的时区为UTC+01:00、UTC+02:00（夏令时）。

## 行政
布赛的邮政编码为37290，INSEE市镇编码为37033。

## 政治
布赛所属的省级选区为笛卡尔县。

## 人口

1962-2008年间人口变化图示

布赛于2022年1月1日时的人口数量为226人。